# Kongō Gumi

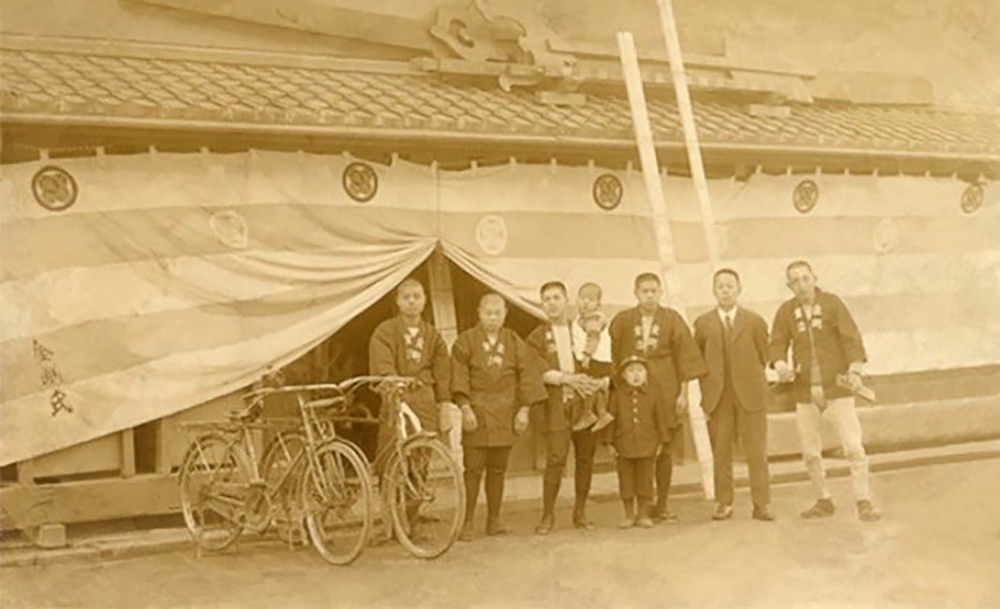
Mitarbeiter von Kongō Gumi (1930)

K.K. Kongō Gumi (jap. 株式会社金剛組, Kabushiki kaisha Kongō Gumi) war ein japanisches Bauunternehmen, das mit 1428 Jahren das Unternehmen mit der weltweit längsten kontinuierlichen Betriebsgeschichte war. Es wurde im Jahr 578 gegründet, als Shōtoku Taishi Mitglieder der Familie Kongō aus Baekje im heutigen Korea nach Japan holte, um den buddhistischen Tempel Shitennō-ji in Ōsaka bauen zu lassen. Der Tempel existiert noch immer, allerdings hat lediglich eine Halle den Zweiten Weltkrieg überstanden. Im Laufe der Jahrhunderte baute die Familie viele weitere bekannte Gebäude wie beispielsweise im 16. Jahrhundert die Burg Ōsaka.
In einer über drei Meter langen Schriftrolle aus dem 17. Jahrhundert lässt sich die Spur des Betriebs 39 Generationen zurückverfolgen. Wie in Japan üblich, kamen durch Heirat oft Schwiegersöhne in den Clan, die den Familiennamen Kongō übernahmen und so die Linie über Söhne und Töchter aufrechterhielten.
Bereits kurz vor dem Zweiten Weltkrieg, als Rüstung wichtiger war als Tempel, hatte das Unternehmen Existenzprobleme. Gerettet wurde es durch einen Sturm, der im bekannten Shitennō-ji eine fünfstöckige Pagode zerstörte, die von Kongō Gumi wieder aufgebaut wurde.
Das Aus für das Unternehmen kam mit der Übernahme durch die Takamatsu Construction Group. Im Januar 2006 wurde Kongō Gumi wegen Verschuldung aufgelöst und die Geschäftstätigkeiten in eine 100%ige Tochter von Takamatsu gleichen Namens überführt. Zuletzt beschäftigte es über 100 Mitarbeiter und wies in einem Bericht aus dem April 2004 noch einen Umsatz von 7,5 Milliarden Yen (ca. 59 Millionen €) aus. Masakazu Kongō war der 40. und letzte Kongō, der das Unternehmen leitete.